# Yu (kana)

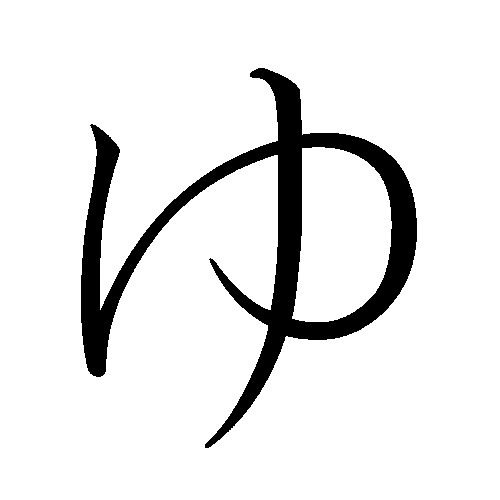
Yu w hiraganie

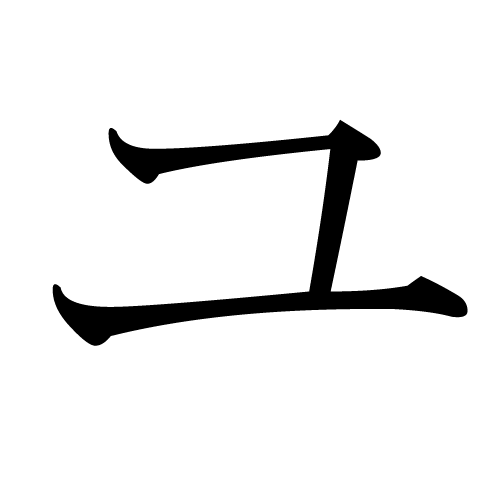
Yu w katakanie

Yu – trzydziesty siódmy (dawniej trzydziesty ósmy) znak japońskich sylabariuszy hiragana (ゆ) i katakana (ユ). Reprezentuje on sylabę yu (czytaną ju). Pochodzi bezpośrednio od znaku kanji 由 (obydwie wersje).
W pomniejszonych wersjach (ゅ i ュ) znak yu służy do jotacji znaków zakończonych na i, jak również do tworzenia sylab nieistniejących w tradycyjnej japońszczyźnie np. デュ (dyu).